# Dufourea ulkenkalkana
Dufourea ulkenkalkana is een vliesvleugelig insect uit de familie Halictidae. De wetenschappelijke naam van de soort is voor het eerst geldig gepubliceerd in 2003 door Patiny.